# Герб Агеди
Ге́рб А́геди — офіційний символ міста Агеда, Португалія. Використовується як територіальний герб. На срібному щиті дві зелені сосни із золотими шишками. Між ними, у верхній частині щита розташоване червоне зубчате колесо. По обидва боки від колеса, над соснами, висять грона золотого винограду із зеленим листям. Внизу щита дві сині хвилясті смуги, символ річки Вога. Щит увінчує срібна мурована міська корона з п'ятьма вежами.  Під щитом біла стрічка, на якій великими літерами напис португальською: «Águeda» (Агеда).  Офіційно затверджений 14 грудня 1990 року. Створений на основі попереднього містечкового герба, ухваленого 28 лютого 1936 року. 

## Галерея

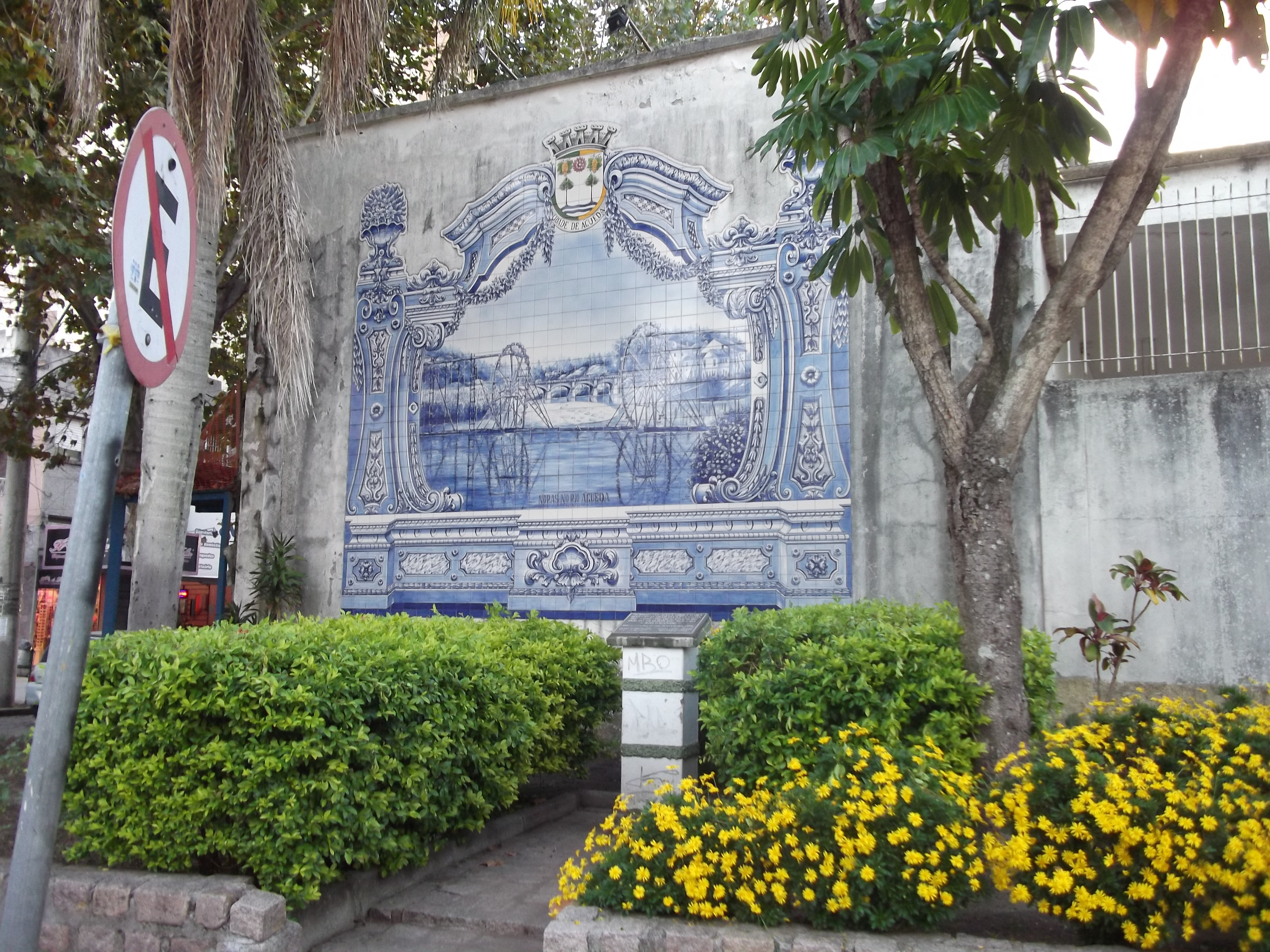
Герб Агеди
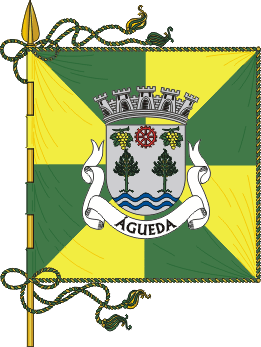
Прапор